# Campeonato Brasileiro de Futebol de 1998 - Série B
A Série B do Campeonato Brasileiro de Futebol de 1998 foi uma competição equivalente à segunda divisão do futebol do Brasil. Contando como a 18.ª edição da história, foi disputada por 24 times, que se enfrentaram em quatro fases. No quadrangular final, os dois clubes mais bem colocados ganharam acesso à Série A de 1999.
A competição foi vencida pelo Gama, na última rodada da fase final, após vitória por 3–0 diante do Londrina, no Estádio Mané Garrincha. Foi o primeiro título nacional de uma equipe do Distrito Federal. Com a conquista, o Gama garantiu uma vaga na Série A de 1999, recolocando o Distrito Federal na elite do futebol após 13 anos. O vice-campeão Botafogo-SP também foi promovido, depois de golear a Desportiva Ferroviária por 5–1, em Ribeirão Preto.
Na parte de baixo da tabela, esta edição ficou marcada pelo rebaixamento do Fluminense: a equipe carioca teve o descenso confirmado na última rodada da primeira fase, como um dos dois piores quintos colocados de seus grupos, após empatar por 1–1 com o ABC, em Natal. Além do Tricolor, mais cinco clubes também foram rebaixados para a Série C de 1999: Americano, Atlético Goianiense, Juventus-SP, Náutico e Volta Redonda.

## Regulamento
Na primeira fase, os 24 participantes foram divididos em quarto grupos, com seis times cada. Em cada chave, os times se enfrentaram em turno e returno, somando dez jogos cada. Ao final desta fase, o pior colocado de cada grupo foi automaticamente rebaixado para a Série C de 1999, assim como os dois piores vice-lanterna, totalizando seis rebaixados. Por outro lado, os quatro melhores de cada grupo classificaram-se para a etapa seguinte.
A segunda fase foi disputada em sistema eliminatório, em um play-off de três jogos. Os classificados avançaram à terceira fase, disputada em dois quadrangulares, nos quais se classificaram os dois melhores de cada grupo para o quadrangular decisivo. A fase final definiu o campeão e os promovidos: o melhor colocado do quadrangular final ficou com o título do campeonato; enquanto os dois melhores se classificaram para a Série A de 1999.
Critérios de desempate
Em caso de empate de pontos entre dois ou mais clubes, o critério de desempate foi o seguinte:
1. Número de vitórias
2. Saldo de gols
3. Gols pró
4. Confronto direto
5. Sorteio

## Primeira fase
A primeira fase foi disputada entre os dias 2 de agosto e 6 de outubro.

### Grupo A
| Pos. | Equipes                | P  | J  | V | E | D | GP | GC | SG | Classificação                              |
| ---- | ---------------------- | -- | -- | - | - | - | -- | -- | -- | ------------------------------------------ |
| 1    | Remo                   | 20 | 10 | 6 | 2 | 2 | 16 | 9  | +7 | Classificados à próxima fase               |
| 2    | Desportiva Ferroviária | 16 | 10 | 5 | 1 | 4 | 11 | 10 | +1 | Classificados à próxima fase               |
| 3    | Londrina               | 15 | 10 | 4 | 3 | 3 | 15 | 10 | +5 | Classificados à próxima fase               |
| 4    | União São João         | 13 | 10 | 3 | 4 | 3 | 7  | 10 | –3 | Classificados à próxima fase               |
| 5    | Atlético Goianiense    | 10 | 10 | 2 | 4 | 4 | 8  | 10 | –2 | Chance de rebaixamento pelo índice técnico |
| 6    | Náutico                | 8  | 10 | 2 | 2 | 6 | 5  | 13 | –8 | Rebaixado à Série C de 1999                |

|                        | ATG | DES | LON | NAU | REM | USJ |
| ---------------------- | --- | --- | --- | --- | --- | --- |
| Atlético-GO            | —   | 2–1 | 1–1 | 1–1 | 0–1 | 0–0 |
| Desportiva Ferroviária | 1–0 | —   | 3–3 | 1–0 | 2–1 | 2–0 |
| Londrina               | 0–0 | 0–1 | —   | 3–0 | 0–3 | 3–0 |
| Náutico                | 0–1 | 1–0 | 0–3 | —   | 1–2 | 1–2 |
| Remo                   | 3–2 | 2–0 | 2–1 | 0–1 | —   | 1–1 |
| União São João         | 2–1 | 1–0 | 0–1 | 0–0 | 1–1 | —   |

### Grupo B
| Pos. | Equipes        | P  | J  | V | E | D | GP | GC | SG  | Classificação                              |
| ---- | -------------- | -- | -- | - | - | - | -- | -- | --- | ------------------------------------------ |
| 1    | Botafogo-SP    | 21 | 10 | 7 | 0 | 3 | 15 | 7  | +8  | Classificados à próxima fase               |
| 2    | Santa Cruz     | 16 | 10 | 4 | 4 | 2 | 9  | 8  | +1  | Classificados à próxima fase               |
| 3    | Criciúma       | 15 | 10 | 5 | 0 | 5 | 17 | 13 | +4  | Classificados à próxima fase               |
| 4    | Vila Nova      | 14 | 10 | 4 | 2 | 4 | 16 | 14 | +2  | Classificados à próxima fase               |
| 5    | Sampaio Corrêa | 14 | 10 | 4 | 2 | 4 | 5  | 9  | –4  | Chance de rebaixamento pelo índice técnico |
| 6    | Volta Redonda  | 6  | 10 | 2 | 0 | 8 | 8  | 19 | –11 | Rebaixado à Série C de 1999                |

|                | BRP | CRI | SAM | STC | VIL | VRE |
| -------------- | --- | --- | --- | --- | --- | --- |
| Botafogo-SP    | —   | 2–1 | 2–0 | 2–0 | 2–0 | 2–0 |
| Criciúma       | 0–3 | —   | 3–0 | 2–0 | 4–2 | 3–0 |
| Sampaio Corrêa | 0–2 | 1–0 | —   | 0–0 | 1–0 | 2–2 |
| Santa Cruz     | 1–0 | 1–0 | 0–0 | —   | 2–2 | 3–2 |
| Vila Nova      | 3–1 | 3–2 | 2–0 | 0–0 | —   | 1–3 |
| Volta Redonda  | 0–1 | 2–1 | 2–2 | 4–0 | 0–3 | —   |

### Grupo C
| Pos. | Equipes          | P  | J  | V | E | D | GP | GC | SG  | Classificação                              |
| ---- | ---------------- | -- | -- | - | - | - | -- | -- | --- | ------------------------------------------ |
| 1    | XV de Piracicaba | 24 | 10 | 8 | 0 | 2 | 24 | 12 | +12 | Classificados à próxima fase               |
| 2    | Ceará            | 15 | 10 | 4 | 3 | 3 | 13 | 16 | –3  | Classificados à próxima fase               |
| 3    | Tuna Luso        | 14 | 10 | 4 | 2 | 4 | 15 | 10 | +5  | Classificados à próxima fase               |
| 4    | Gama             | 13 | 10 | 4 | 1 | 5 | 13 | 12 | +1  | Classificados à próxima fase               |
| 5    | Bahia            | 13 | 10 | 4 | 1 | 5 | 14 | 14 | 0   | Chance de rebaixamento pelo índice técnico |
| 6    | Americano        | 6  | 10 | 1 | 3 | 6 | 8  | 23 | –15 | Rebaixado à Série C de 1999                |

|                  | AMC | BAH | CEA | GAM | TUN | XVP |
| ---------------- | --- | --- | --- | --- | --- | --- |
| Americano        | —   | 1–1 | 1–1 | 1–2 | 2–0 | 0–2 |
| Bahia            | 4–0 | —   | 1–2 | 2–1 | 1–0 | 4–0 |
| Ceará            | 2–2 | 4–1 | —   | 1–0 | 0–0 | 0–1 |
| Gama             | 3–0 | 1–0 | 1–2 | —   | 1–1 | 3–1 |
| Tuna Luso        | 3–0 | 3–0 | 3–1 | 2–0 | —   | 1–2 |
| XV de Piracicaba | 5–1 | 2–0 | 6–0 | 2–1 | 3–2 | —   |

### Grupo D
| Pos. | Equipes     | P  | J  | V | E | D | GP | GC | SG | Classificação                              |
| ---- | ----------- | -- | -- | - | - | - | -- | -- | -- | ------------------------------------------ |
| 1    | Joinville   | 17 | 10 | 5 | 2 | 3 | 10 | 8  | +2 | Classificados à próxima fase               |
| 2    | ABC         | 15 | 10 | 4 | 3 | 3 | 19 | 15 | +4 | Classificados à próxima fase               |
| 3    | Paysandu    | 14 | 10 | 3 | 5 | 2 | 8  | 5  | +3 | Classificados à próxima fase               |
| 4    | CRB         | 14 | 10 | 3 | 5 | 2 | 8  | 8  | 0  | Classificados à próxima fase               |
| 5    | Fluminense  | 11 | 10 | 2 | 5 | 3 | 12 | 12 | 0  | Chance de rebaixamento pelo índice técnico |
| 6    | Juventus-SP | 7  | 10 | 1 | 4 | 5 | 6  | 15 | –9 | Rebaixado à Série C de 1999                |

|             | ABC | CRB | FLU | JOI | JSP | PAY |
| ----------- | --- | --- | --- | --- | --- | --- |
| ABC         | —   | 3–1 | 1–1 | 0–2 | 5–1 | 2–1 |
| CRB         | 3–2 | —   | 2–2 | 1–0 | 1–0 | 0–0 |
| Fluminense  | 2–3 | 0–0 | —   | 2–2 | 2–0 | 1–1 |
| Joinville   | 1–0 | 1–0 | 0–2 | —   | 2–0 | 1–0 |
| Juventus-SP | 2–2 | 0–0 | 1–0 | 1–1 | —   | 0–0 |
| Paysandu    | 1–1 | 0–0 | 2–0 | 1–0 | 2–0 | —   |

### Rebaixamento pelo índice técnico
| Pos. | Equipes             | P  | J  | V | E | D | GP | GC | SG | Classificação                |
| ---- | ------------------- | -- | -- | - | - | - | -- | -- | -- | ---------------------------- |
| 1    | Sampaio Corrêa      | 14 | 10 | 4 | 2 | 4 | 5  | 9  | –4 | Mantidos na Série B de 1999  |
| 2    | Bahia               | 13 | 10 | 4 | 1 | 5 | 14 | 14 | 0  | Mantidos na Série B de 1999  |
| 3    | Fluminense          | 11 | 10 | 2 | 5 | 3 | 12 | 12 | 0  | Rebaixados à Série C de 1999 |
| 4    | Atlético Goianiense | 10 | 10 | 2 | 4 | 4 | 8  | 10 | –2 | Rebaixados à Série C de 1999 |

## Segunda fase
A segunda fase foi disputada entre os dias 13 de outubro e 2 de novembro.
Em itálico, as equipes que possuem o mando de campo no primeiro jogo do confronto e em negrito as equipes classificadas.
| Equipe 1       | Total | Equipe 2               | 1º jogo | 2º jogo | 3º jogo |
| -------------- | ----- | ---------------------- | ------- | ------- | ------- |
| Gama           | 5–1   | Remo                   | 1–0     | 4–1     | —       |
| CRB            | 2–3   | Botafogo-SP            | 2–1     | 0–2     | 0–0     |
| União São João | 3–6   | Joinville              | 3–3     | 0–3     | 0–0     |
| Tuna Luso      | 2–6   | Desportiva Ferroviária | 1–1     | 0–2     | 1–3     |
| ABC            | 1–1   | Londrina               | 0–0     | 0–0     | 1–1     |
| Ceará          | 1–6   | Criciúma               | 1–1     | 0–3     | 0–2     |
| Vila Nova      | 1–2   | XV de Piracicaba       | 1–0     | 0–0     | 0–2     |
| Paysandu       | 4–1   | Santa Cruz             | 2–0     | 0–0     | 2–1     |

## Terceira fase
A terceira fase foi disputada entre os dias 8 e 26 de novembro.
| Legenda | Legenda                           |
| ------- | --------------------------------- |
|         | Classificação para a próxima fase |

### Grupo M
| Pos | Equipes                | Pts | J | V | E | D | GP | GC | SG |
| --- | ---------------------- | --- | - | - | - | - | -- | -- | -- |
| 1   | Gama                   | 10  | 6 | 3 | 1 | 2 | 5  | 5  | 0  |
| 2   | Desportiva Ferroviária | 9   | 6 | 3 | 0 | 3 | 9  | 9  | 0  |
| 3   | Criciúma               | 8   | 6 | 2 | 2 | 2 | 7  | 6  | +1 |
| 4   | XV de Piracicaba       | 7   | 6 | 2 | 1 | 3 | 7  | 8  | –1 |

|                        | CRI | DES | GAM | XVP |
| ---------------------- | --- | --- | --- | --- |
| Criciúma               | —   | 1–2 | 1–1 | 1–0 |
| Desportiva Ferroviária | 0–2 | —   | 2–0 | 2–1 |
| Gama                   | 2–1 | 1–0 | —   | 1–0 |
| XV de Piracicaba       | 1–1 | 4–3 | 1–0 | —   |

### Grupo N
| Pos | Equipes     | Pts | J | V | E | D | GP | GC | SG |
| --- | ----------- | --- | - | - | - | - | -- | -- | -- |
| 1   | Botafogo-SP | 10  | 6 | 3 | 1 | 2 | 12 | 10 | +2 |
| 2   | Londrina    | 10  | 6 | 3 | 1 | 2 | 9  | 7  | +2 |
| 3   | Joinville   | 8   | 6 | 2 | 2 | 2 | 7  | 10 | –3 |
| 4   | Paysandu    | 6   | 6 | 1 | 2 | 3 | 8  | 9  | –1 |

|             | BRP | JOI | LON | PAY |
| ----------- | --- | --- | --- | --- |
| Botafogo-SP | —   | 4–1 | 2–1 | 2–1 |
| Joinville   | 2–1 | —   | 1–3 | 0–0 |
| Londrina    | 2–0 | 1–1 | —   | 2–1 |
| Paysandu    | 3–3 | 1–2 | 2–0 | —   |

## Fase final
O quadrangular final foi disputado entre os dias 3 e 20 de dezembro.
| Legenda | Legenda                                    |
| ------- | ------------------------------------------ |
|         | Campeão e promovido para a Série A de 1999 |
|         | Promovido para a Série A de 1999           |

| Pos | Equipes                | Pts | J | V | E | D | GP | GC | SG |
| --- | ---------------------- | --- | - | - | - | - | -- | -- | -- |
| 1   | Gama                   | 10  | 6 | 2 | 4 | 0 | 10 | 6  | +4 |
| 2   | Botafogo-SP            | 9   | 6 | 2 | 3 | 1 | 9  | 5  | +4 |
| 3   | Desportiva Ferroviária | 6   | 6 | 1 | 3 | 2 | 8  | 12 | –4 |
| 4   | Londrina               | 5   | 6 | 1 | 2 | 3 | 2  | 6  | –4 |

|                        | BRP | DES | GAM | LON |
| ---------------------- | --- | --- | --- | --- |
| Botafogo-SP            | —   | 5–1 | 1–2 | 1–0 |
| Desportiva Ferroviária | 1–1 | —   | 2–2 | 1–0 |
| Gama                   | 1–1 | 2–2 | —   | 3–0 |
| Londrina               | 0–0 | 2–1 | 0–0 | —   |

## Artilharia
| Gols | Jogador        | Equipe                 |
| ---- | -------------- | ---------------------- |
| 13   | Gauchinho      | XV de Piracicaba       |
| 11   | Nando          | Criciúma               |
| 9    | Mauro          | Londrina               |
| 9    | Rodrigo        | Gama                   |
| 8    | Gilson         | Joinville              |
| 8    | Ivan           | ABC                    |
| 8    | Marcos Roberto | Desportiva Ferroviária |
| 7    | Índio          | Desportiva Ferroviária |
| 7    | Lúcio          | Botafogo-SP            |

## Premiação
| Campeonato Brasileiro 1998 Série B              |
| Distrito Federal (Brasil)                       |
| ----------------------------------------------- |
| Sociedade Esportiva do Gama Campeão (1º título) |

## Classificação geral
A classificação geral dá prioridade ao clube que avançou mais fases, e ao campeão, mesmo que tenha menor pontuação.
| Pos | Equipes                | Pts | J  | V  | E | D | GP | GC | SG  | Classificação ou rebaixamento    |
| --- | ---------------------- | --- | -- | -- | - | - | -- | -- | --- | -------------------------------- |
| 1   | Gama                   | 39  | 24 | 11 | 6 | 7 | 33 | 24 | +9  | Promovidos à Série A de 1999     |
| 2   | Botafogo-SP            | 44  | 25 | 13 | 5 | 7 | 39 | 24 | +15 | Promovidos à Série A de 1999     |
| 3   | Desportiva Ferroviária | 38  | 25 | 11 | 5 | 9 | 34 | 33 | +1  | Eliminados no quadrangular final |
| 4   | Londrina               | 33  | 25 | 8  | 9 | 8 | 27 | 24 | +3  | Eliminados no quadrangular final |
| 5   | XV de Piracicaba       | 35  | 19 | 11 | 2 | 6 | 33 | 21 | +12 | Eliminados na terceira fase      |
| 6   | Criciúma               | 30  | 19 | 9  | 3 | 7 | 30 | 20 | +10 | Eliminados na terceira fase      |
| 7   | Joinville              | 30  | 19 | 8  | 6 | 5 | 23 | 21 | +2  | Eliminados na terceira fase      |
| 8   | Paysandu               | 26  | 19 | 6  | 8 | 5 | 20 | 15 | +5  | Eliminados na terceira fase      |
| 9   | Remo                   | 20  | 12 | 6  | 2 | 4 | 17 | 14 | +3  | Eliminados na segunda fase       |
| 10  | Vila Nova              | 18  | 13 | 5  | 3 | 5 | 17 | 16 | +1  | Eliminados na segunda fase       |
| 11  | ABC                    | 18  | 13 | 4  | 6 | 3 | 20 | 16 | +4  | Eliminados na segunda fase       |
| 12  | CRB                    | 18  | 13 | 4  | 6 | 3 | 10 | 11 | –1  | Eliminados na segunda fase       |
| 13  | Santa Cruz             | 17  | 13 | 4  | 5 | 4 | 10 | 12 | –2  | Eliminados na segunda fase       |
| 14  | Ceará                  | 16  | 13 | 4  | 4 | 5 | 14 | 22 | –8  | Eliminados na segunda fase       |
| 15  | Tuna Luso              | 15  | 13 | 4  | 3 | 6 | 17 | 16 | +1  | Eliminados na segunda fase       |
| 16  | União São João         | 15  | 13 | 3  | 6 | 4 | 10 | 16 | –6  | Eliminados na segunda fase       |
| 17  | Sampaio Corrêa         | 14  | 10 | 4  | 2 | 4 | 5  | 9  | –4  | Eliminados na primeira fase      |
| 18  | Bahia                  | 13  | 10 | 4  | 1 | 5 | 14 | 14 | 0   | Eliminados na primeira fase      |
| 19  | Fluminense             | 11  | 10 | 2  | 5 | 3 | 12 | 12 | 0   | Rebaixados à Série C de 1999     |
| 20  | Atlético Goianiense    | 10  | 10 | 2  | 4 | 4 | 8  | 10 | –2  | Rebaixados à Série C de 1999     |
| 21  | Náutico                | 8   | 10 | 2  | 2 | 6 | 5  | 13 | –8  | Rebaixados à Série C de 1999     |
| 22  | Juventus-SP            | 7   | 10 | 1  | 4 | 5 | 6  | 15 | –9  | Rebaixados à Série C de 1999     |
| 23  | Volta Redonda          | 6   | 10 | 2  | 0 | 8 | 8  | 19 | –11 | Rebaixados à Série C de 1999     |
| 24  | Americano              | 6   | 10 | 1  | 3 | 6 | 8  | 23 | –15 | Rebaixados à Série C de 1999     |